# Oscar D’León

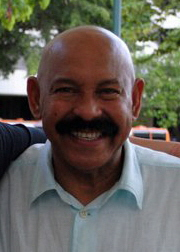
Oscar D’León (2011)

Oscar D’León, bürgerlich Óscar Emilio León Simosa, (* 11. Juli 1943 in Caracas) ist ein venezolanischer Salsa-Musiker. Seine Spitznamen sind El Diablo de la Salsa („der Teufel des Salsas“), El Bajo Danzante, El León de la Salsa („der Löwe des Salsas“), El Sonero del Mundo („der Son-Sänger der Welt“) und El Sonero Mayor („der größte Son-Sänger“). Der graduierte Topograph hat (mindestens) zwölf Kinder.

## Biografie
D’León war vor seiner musikalischen Karriere jahrelang Taxifahrer und Fabrikarbeiter, hat sich autodidaktisch den Gesang und das Kontrabass-Spiel beigebracht. Mit Perkussionist José Rodríguez und den Posaunisten César Monge und José Antonio Rojas bildete er 1972 La Dimensión Latina. Sein vermutlich bekanntestes Lied ist „Llorarás,“ das er 1975 in dieser Formation zusammen mit Wladimir Lozano aufnahm.
1977 verließ D’León diese Band, gründete seine eigenen Orchester, La Salsa Mayor und 1978 mit Mauricio Silva La Crítica im Gedenken an kubanische Rumbalegenden wie Miguelito Valdés.
In den 1980er Jahren hatte D’León großen Erfolg. Nach erfolgreichen Tourneen durch Amerika und Spanien war D’León der erste Latino, der einen Vertrag mit der BBC erhielt.

## Kollaboration
Er hat u. a. mit Celia Cruz, Cheo Feliciano, La India, Tego Calderón und Tito Puente (“Hay que trabajar”) zusammengearbeitet.

## Diskografie
Alben
- Con Bajo y Todo (1976)
- 2 Sets con Oscar (1977)
- El Oscar de la Salsa (1978)
- Y Su Salsa Mayor (1978)
- El Mas Grande (1979)
- Llegó...Actuó y Triunfó (1979)
- Al Frente de Todos (1980)
- A Mi Si me Gusta Así (1981)
- Dos Colosos en Concierto (1981)
- El Discóbolo (1982)
- Con Dulzura (1983)
- 15 Éxitos de (1983)
- Con Cariño (1984)
- El Sabor (1984)
- Yo Soy (1985)
- Oscar 86 (1986)
- Riquití (1987)
- La Salsa soy Yo (1987)
- De Aquí Pa’llá (1988)
- Navidad (1989)
- En Puerto Rico (1990)

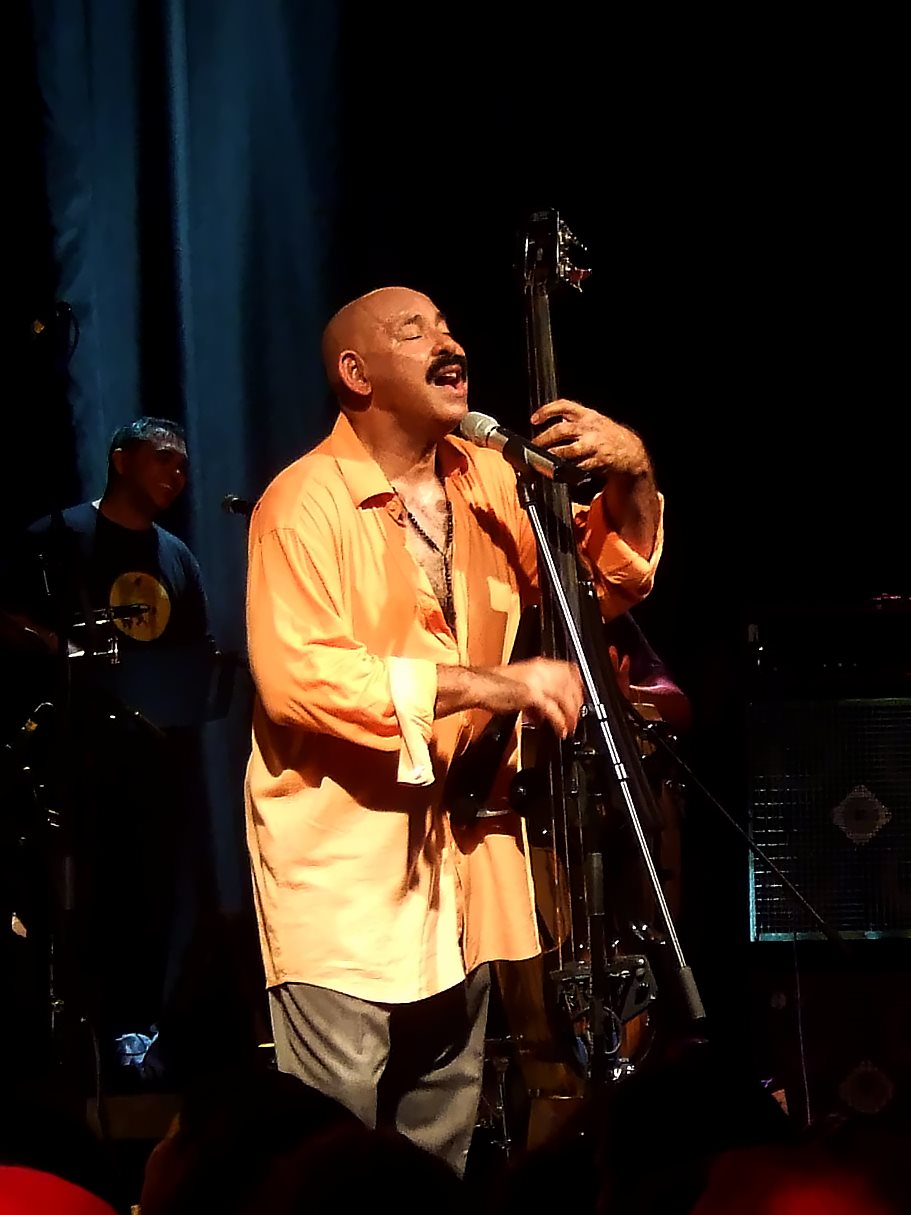
2009 in Darmstadt

- Boleros, Sones... y Algo Más (1990)
- Auténtico (1991)
- y Los Blanco (1991)
- El Rey de los Soneros (1992)
- Toitico Tuyo (1994)
- El Sonero del Mundo (1996)
- En Nueva York (1997)
- Live (1997)
- La Fórmula Original (1999)
- En Vivo! Copacabana (2000)
- Doble Play Oscar & Wladimir (2000)
- Más que Amor...Frenesí (2001)
- Infinito (2002)
- Así Soy (2004)
- Fuzionando (2006)
- Tranquilamente...Tranquilo (2008)
- Live in Caracas (2012)

Singles
- Lloraras (1997, ES: Gold)[4]

## Referenzen
- Interview (spanisch)